# Villalgordo del Júcar
Villalgordo del Júcar er en by og kommune i det sydøstlige Spanien i provinsen Albacete. Den har et indbyggertal på 1.128 (2024) indbyggere.